# Нильссон, Йонни
Йо́нни Ни́льссон (швед. Erling Martin Jonny Nilsson; 9 февраля 1943, Филипстад, Вермланд — 22 июня 2022) — шведский конькобежец, Олимпийский чемпион, чемпион мира, рекордсмен мира.
Йонни Нильссон — многократный чемпион Швеции. В 1964—1967 годах он четыре раза становился чемпионом в многоборье. Тринадцать раз на чемпионатах Швеции он завоёвывал золотые медали на отдельных дистанциях.
В 1963 году Йонни Нильссон выиграл звание чемпиона мира в конькобежном многоборье, а в 1966 году он был третьим на чемпионате мира.
На зимних Олимпийских играх 1964 года в Инсбруке Йонни Нильссон стал Олимпийским чемпионом на дистанции 10000 метров. На дистанции 5000 метров он занял шестое место.
В 1968 году Йонни Нильссон участвовал в Зимних Олимпийских играх в Гренобле. Он бежал две дистанции 5000 и 10000 метров, но не смог завоевать ни одной медали, заняв 7 и 6 места соответственно.
После чемпионата мира 1968 года, который проходил в Гётеборге, Йонни Нильссон в возрасте двадцати пяти лет завершил свою конькобежную карьеру.

## Мировые рекорды
Йонни Нильссон — пять раз улучшал мировые рекорды:
- 5000 метров 7:34,30 23 февраля 1963 года, Каруидзава
- Многоборье 178,447 23 февраля 1963 года, Каруидзава
- 10000 метров 15:33,00 24 февраля 1963 года, Каруидзава
- 3000 метров 4:27,60 23 марта 1963 года, Толга
- 5000 метров 7:33,20 13 февраля 1965 года, Осло

## Лучшие результаты
Лучшие результаты Йонни Нильссона на отдельных дистанциях:
- 500 метров — 42,20 (3 февраля 1966 года, Давос)
- 1000 метров — 1:33,10 (19 января 1969 года, Гётеборг)
- 1500 метров — 2:08,20 (2 февраля 1966 года, Давос)
- 3000 метров — 4:27,60 (23 марта 1960 года, Толга)
- 5000 метров — 7:32,90 (15 февраля 1968 года, Гренобль)
- 10000 метров — 15:33,00 (24 февраля 1963 года, Каруидзава)